# 山田泰広 (医学者)
山田 泰広（やまだ やすひろ、1972年 - ）は、日本の医学者、東京大学大学院医学系研究科教授。岐阜県出身。日本学士院学術奨励賞、日本学術振興会賞等受賞。

## 学歴
- 1991年 岐阜県立岐阜高等学校卒業[1]
- 1997年 岐阜大学医学部卒業、医師免許取得[1]
- 1999年 岐阜大学大学院医学系研究科博士課程中退[1]
- 2000年 死体解剖資格取得[1]
- 2002年 博士（医学）、病理専門医取得[1]

## 職歴
- 1999年 岐阜大学医学部助手[1]
- 2003年 マサチューセッツ工科大学ホワイトヘッド研究所研究員[1]
- 2005年 岐阜大学大学院医学系研究科併任講師[1]
- 2006年 岐阜大学大学院医学系研究科講師[1]
- 2008年 科学技術振興機構さきがけ研究員兼任[1]
- 2008年 岐阜大学大学院医学系研究科准教授[1]
- 2009年 京都大学物質-細胞統合システム拠点iPS細胞研究センター客員教授[1]
- 2010年 京都大学物質-細胞統合システム拠点iPS細胞研究所特定拠点教授[1]
- 2012年 京都大学iPS細胞研究所教授[1]
- 2017年 東京大学医科学研究所システム疾患モデル研究センター先進病態モデル研究分野教授[1]
- 2019年 東京大学医科学研究所システム疾患モデル研究センターセンター長[2]
- 2021年 東京大学総長補佐[2]
- 2022年 東京大学大学院医学系研究科病因・病理学専攻分子病理学分野教授[2]
- 2023年 日本学術会議会員[3]

## 受賞
- 日本学士院学術奨励賞、日本学術振興会賞、JCA-Mauvernay Award[1]